# Partido Radical Socialista (Chile)
El Partido Radical Socialista (PRS) fue un partido político de centro-izquierda chileno que existió entre 1931-1941.

## Historia
Creado en vísperas a la elección presidencial que se ocasionó tras la caída de Ibáñez en 1931 y conformado por militantes del Partido Radical, en oposición a que la candidatura del radical Juan Esteban Montero fuera apoyada por la derecha tradicional. Sus principales fundadores fueron Eliseo Peña Villalón, Benjamín Manterola y Aurelio Núñez Morgado. Participó en la Federación de Izquierda, que fue una fallida coalición de apoyo a la candidatura de Arturo Alessandri Palma. 
Participó en la Junta de Gobierno del 30 de junio de 1932 que derrocó a Montero y posterior gobierno de Carlos Dávila Espinoza, por medio de Peña Villalón. Al ser electo Alessandri en 1932 participó en su gabinete. En 1936 se incorpora al Frente Popular.
En 1939 surgió el Partido Radical Socialista Obrero, una facción izquierdista de la colectividad que estuvo encabezada por Manuel Hidalgo Plaza. Este partido se extinguió al poco tiempo de su creación y sus militantes retornaron al Partido Radical Socialista.
En 1941 el Partido Radical Socialista fue disuelto y la mayoría de sus militantes regresaron al tronco del Partido Radical, aunque otro pequeño grupo entró al Partido Socialista.

## Resultados electorales

### Elecciones parlamentarias
|  | 5,55 % |

|  | 1,13 % |

### Elecciones municipales
| Elección | Votos  | % de votos      | Escaños |
| -------- | ------ | --------------- | ------- |
| 1935     | 3514   | \| \| 1,06 % \| | 8/1359  |
|          | 1,06 % |                 |         |